# 1st TOUR 2015 SPRING〜CHERRYYYY BLOSSOOOOM!!!〜
『1st TOUR 2015 SPRING〜CHERRYYYY BLOSSOOOOM!!!〜』（ファースト・ツアー・ツーサウザンドフィフティーン・スプリング・チェリー・ブロッサム）は、日本の歌手・大原櫻子が2015年7月22日にVictor Entertainmentから発売した1作目の映像作品。

## 概要
DVDとBlu-rayの2形態がリリースされた。メイキング映像、フォトブックが付いている。最終公演会場である、TSUTAYA O-EASTの模様を収録している。

## 収録曲

### DVD・Blu-ray
| #   | タイトル                         | 作詞               | 作曲       | 編曲     |
| --- | -------------------------------- | ------------------ | ---------- | -------- |
| 1.  | 「Over The Rainbow」             | 亀田誠治           | 多保孝一   | 亀田誠治 |
| 2.  | 「頑張ったっていいんじゃない」   | 亀田誠治           | 亀田誠治   | 亀田誠治 |
| 3.  | 「無敵のガールフレンド」         | 亀田誠治           | 安岡洋一郎 | 亀田誠治 |
| 4.  | 「オレンジのハッピーハロウィン」 | 亀田誠治           | 亀田誠治   | 亀田誠治 |
| 5.  | 「瞳」                           | 大原櫻子、亀田誠治 | 亀田誠治   | 亀田誠治 |
| 6.  | 「ワンダフル・ワールド」         | jam                | 野村陽一郎 | 亀田誠治 |
| 7.  | 「明日も」                       | 亀田誠治           | 亀田誠治   | 亀田誠治 |
| 8.  | 「ただ君のことが好きです」       | O-live             | O-live     | 亀田誠治 |
| 9.  | 「のり巻きおにぎり」             | 亀田誠治           | 亀田誠治   | 亀田誠治 |
| 10. | 「卒業」                         | 亀田誠治           | 亀田誠治   | 亀田誠治 |
| 11. | 「READY GO!」                    | 春和文             | 野崎心平   | 亀田誠治 |
| 12. | 「Happy Days」                   | 亀田誠治           | 亀田誠治   | 亀田誠治 |
| 13. | 「ちっぽけな愛のうた -ENCORE-」  | 亀田誠治           | 亀田誠治   | 亀田誠治 |
| 14. | 「サンキュー。 -ENCORE-」        | 亀田誠治           | 亀田誠治   | 亀田誠治 |